# 杨丹 (化学家)
楊丹（1965年10月—），香港化学家，出生于四川自贡，前香港大學化學系晨興化學生物學講座教授，現在任職西湖大學講座教授。

## 生平
毕业于复旦大学化学学士学位，於中山大學修讀英語後再前往哥倫比亞大學和普林斯頓大學修讀研究學位。2004年被選入香港十大傑出青年。於2010年獲得世界科学院化學獎。2011年獲得頒授年度中國青年女科學家獎，成為港澳地區首位獲得此殊榮的女性學者。
楊丹專注於化學生物學活性分子的研究，其成果能夠使用於藥物開發。此外，楊丹針對雷公藤堅持了17年的研究，最終透過化學合成將當中的毒性與具備抗癌能力的活性分開，為研發新抗癌藥物開拓了一條新出路。

## 研究方向
杨丹教授团队的研究涉及有机化学和化学生物学，专注于开发新型分子工具，用于探究生命系统，主要研究集中在以下四个方向：
1. 研发小分子探针用于生物体系内活性氧、蛋白、核酸、脂质体的检测和细胞成像
2. 设计人工离子传输体
3. 开发新型活性药物分子
4. 探究生物系统中信号转导过程以及药物靶向蛋白[6]

## 学术履历
杨丹教授就职于香港大学化学系，任化学系讲座教授、晨兴化学生物学讲席教授、长江学者讲座教授。
1985年复旦大学本科毕业，1988年获得哥伦比亚大学硕士学位，1991年获颁普林斯顿大学博士学位，之后在哈佛大学完成两年博士后研究，1993年起任教于香港大学。杨丹教授团队的研究涉及有机化学和化学生物学，专注于研发小分子探针用于生物体系内活性氧、蛋白、核酸、脂质体的检测和细胞成像，设计人工离子传输体，开发新型活性药物分子，探究生物系统中信号转导过程以及药物靶向蛋白等。
杨丹教授研究蜚声国际，获得多个奖项，包括2000年Mr. and Mrs Sun Chan有机化学纪念奖；2001年获布里斯托-梅耶-施宝贵基金颁发的有机合成化学奖；同年又获颁裘槎基金会高级研究员奖；2003年，获中国国家自然科学基金颁发杰出青年学者奖项；2006年，获长江学者（讲座教授，复旦大学，生物有机化学）和礼来亚洲杰出科学奖；以及2007-2008年度的诺华化学奖席；2011年，获第七届中国青年女科学家奖；2017年，香港研究资助局卓越学科领域计划“以化学生物学探究分子医学”重大项目首席科学家；2020年，获国际有机化学基金会Yoshida奖。
现任国际学术期刊Current Opinion in Chemical Biology总主编。

## 学术造假风波
港大化学系前助理研究教授王凯峰于2014年12月向大学投诉，指控前上司杨丹及下属团队在2014年7月一篇刊登于《美国化学学会期刊》（JACS）上有关过氧亚硝酸盐（Peroxynitrite）萤光探针“HKGreen-4”的论文涉及數據造假，被投诉人包括杨丹及两名当时负责实验的博士研究生胡俊及黃乃淇。
港大随后成立调查委员会对此事进行了审查，称無充分證據顯示楊丹在論文發表前對实验數據知情。两个月后港大发言人表示，對楊丹研究失德的投訴不成立，并会遵循调查委員會提出的觀察和建議。對於調查委員會裁定楊丹教授專業失德不成立的结论，投訴人王凱峰则表示非常遺憾，並表示自己遭到香港大學校方打壓。
杨丹研究小组随后成功重复了该研究的结果，并把相关原始资料提交给《美国化学学会期刊》。该期刊主编认为使用实验结果截图是常见的结果报告方法，并且不同意投诉人王凯峰的所有其他指控， 并于2016年4月17日接受了她有关论文的补充修改资料，即完整的原始实验结果图像。杨丹指出，该项萤火探针研究成果已被国外其他实验室运用于他们的研究，并发表在国际期刊上。专注论文诚信的专业网站《撤稿观察》引述與楊丹通訊電郵，指楊丹認為事件可能与她终止投訴人王凯峰的工作合同有关。